# Pediopsis mandurae
Pediopsis mandurae är en insektsart som beskrevs av Evans 1971. Pediopsis mandurae ingår i släktet Pediopsis och familjen dvärgstritar. Inga underarter finns listade i Catalogue of Life.